# Clitelloxenia octosetae
Clitelloxenia octosetae är en tvåvingeart som beskrevs av Ronald Henry Lambert Disney 1997. Clitelloxenia octosetae ingår i släktet Clitelloxenia och familjen puckelflugor. Inga underarter finns listade i Catalogue of Life.